# Bupleurum alpigenum
Bupleurum alpigenum är en flockblommig växtart som beskrevs av Claude Thomas Alexis Jordan och Jules Pierre Fourreau. Bupleurum alpigenum ingår i släktet harörter, och familjen flockblommiga växter. Inga underarter finns listade i Catalogue of Life.